# 塔扬库尔
塔扬库尔（法語：Taillancourt，法語發音：[tajɑ̃kuʁ]）是法国默兹省的一个市镇，属于科梅尔西区。

## 地理
塔扬库尔（48°31'52"N, 5°41'39"E）面积11.09 平方千米，位于法国大東部大區默兹省，该省份为法国西北部内陆省份，北与比利时接壤，西接马恩省和阿登省，南至上马恩省和孚日省，东临默尔特-摩泽尔省。
与塔扬库尔接壤的市镇（或旧市镇、城区）包括：下武通、阿芒蒂、比雷拉科特、尚普尼、古桑库尔、韦斯河畔马克塞、蒙布拉。

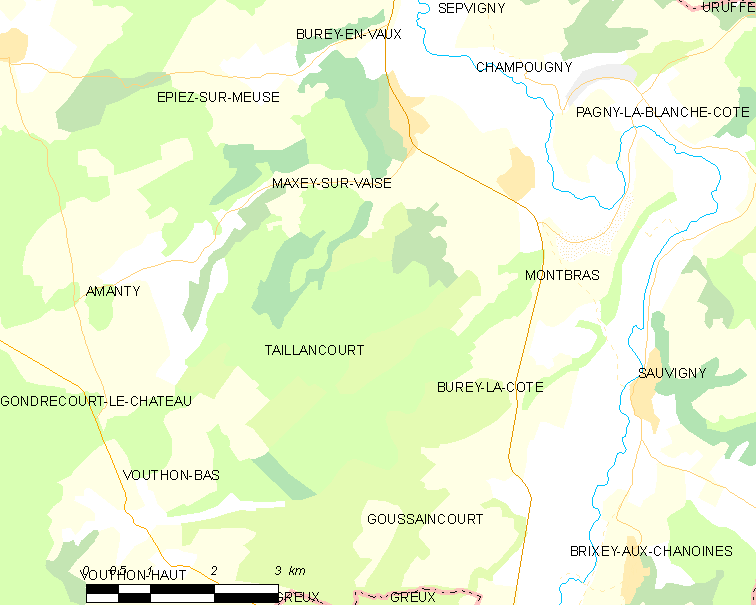
塔扬库尔的OSM定位图

塔扬库尔的时区为UTC+01:00、UTC+02:00（夏令时）。

## 行政
塔扬库尔的邮政编码为55140，INSEE市镇编码为55503。

## 政治
塔扬库尔所属的省级选区为沃库勒尔县。

## 人口

1962-2008年间塔扬库尔人口变化图示

塔扬库尔于2022年1月1日时的人口数量为123人。